# Asnières-en-Poitou
Asnières-en-Poitou – miejscowość i gmina we Francji, w regionie Nowa Akwitania, w departamencie Deux-Sèvres.
Według danych na rok 1990 gminę zamieszkiwało 199 osób, a gęstość zaludnienia wynosiła 10 osób/km² (wśród 1467 gmin regionu Poitou-Charentes Asnières-en-Poitou plasuje się na 798. miejscu pod względem liczby ludności, natomiast pod względem powierzchni na miejscu 403.).